# Kristin Steinert
Kristin Steinert (geboren 3. September 1987 in Berlin/DDR) ist eine ehemalige deutsche Hammerwerferin und Bobfahrerin.
Als Hammerwerferin nahm sie von 2003 bis 2009 an Wettbewerben teil. Bei den Juniorenweltmeisterschaften 2006 wurde sie Zehnte. Sie gewann zweimal Bronze bei den U23-Hammerwurfmeisterschaften – einmal in Ettlingen 2006 und einmal in Göttingen 2009 und wurde im gleichen Jahr Neunte bei der Deutschen Meisterschaft in Ulm. Ihre Bestweite war 61,28 m, die sie in Pretoria in der Yellow Pages Series 2008 erzielte. Bei diesem Wettbewerb gewann sie Bronze.
2009 wechselte Kristin Steinert zum Bobsport und nahm von 2011 bis 2013 an internationalen Wettkämpfen teil. Ihr bestes Ergebnis im Weltcup war ein dritter Platz im Doppelsitzer der Damen in Lake Placid im Dezember 2010.
Sie gewann Silber bei der Bob-Weltmeisterschaft 2011 in Königssee in der Mannschaft. Sie startete für Team Deutschland I und fuhr mit Cathleen Martini im Damen-Doppelsitzer.
2013 gewann sie zusammen mit Carolin Zenker den Europacup im Frauen-Zweierbob in Königssee.